# Atopopus
Atopopus is een geslacht van haften (Ephemeroptera) uit de familie Heptageniidae.

## Soorten
Het geslacht Atopopus omvat de volgende soorten:
- Atopopus edmundsi
- Atopopus meyi
- Atopopus tarsalis
- Atopopus tibialis